# Jack N. Green
Jack N. Green (John Newton Green) (San Francisco, Kalifornia, 1946. november 18.) amerikai operatőr.

## Élete
Segéd kamerásként kezdte San Franciscoban. 1968-ban Hollywoodba költözött. 1971-ben Joe Dieves segédje lett. Kamera segéd volt 7 éven át Donald Morgan-nél. 1975-ben lett operatőr, és együtt dolgozott egyebek közt William Fraker-rel, Ric Waite-tel, Harry Stradling Jr.-ral. A ’The Gauntlet’ forgatása közben megismerkedett Clint Eastwood-dal. 1992 szeptemberében tagja lett az Amerikai Filmipar Egyesületnek (ASC).

## Filmek
- A spanom csaja (2008)
- Tor-túra 2. (2007)
- Serenity (2005)
- A 40 éves szűz (2005)
- Sarokba szorítva (2004)
- Az 50 első randi (2004)
- Túl mindenen (2003)
- Űrcowboyok (2000)
- Észvesztő (1999)
- Az igazság napja (1999)
- Államérdek (1997)
- Féktelenül 2. – Teljes gőzzel (1997)
- Éjfél a jó és a rossz kertjében (1996)
- Twister (1996)
- A hálózat csapdájában (1995)
- Panda kaland Kínában (1995)
- Rossz társaság (1995)
- A szív hídjai (1995)
- A paradicsom foglyai (1994)
- Tökéletes világ (1993)
- Vadnyugati fejvadász (1993)
- Nincs bocsánat (1992)
- Megcsalatva (1991)
- Az elefántvadász (1990)
- A zöldfülű (1990)
- (Race for Glory) (1989)
- Bird – Charlie Parker élete (1988)
- Holtbiztos tipp (1988)
- Apja fia (1987)
- Halálhágó (1986)

## Díjak
- Oscar és BAFTA jelölés 1993-ban a ’ 'Nincs bocsánat (Unforgiven)'-ért
- ASC jelölés 1996-ban a 'The Bridges of Madison County'-ért
- A 2003-as Big Bear Lake International Film Festival-on Lifetime Achievement Díjat kapott.